# Saint-Chef
Saint-Chef é uma comuna francesa na região administrativa de Auvérnia-Ródano-Alpes, no departamento de Isère. Estende-se por uma área de 27,16 km². Em 2010 a comuna tinha 3 743 habitantes (densidade: 137,8 hab./km²).

## Cidades-irmãs
- Le Mouret, Suíça (1982)
- Contrecœur, Canadá (1993)